# Listă de ateliere monetare
Această listă de ateliere monetare reține monetăriile și băncile contemporane care bat monede, pe țări.

## A

### Africa de Sud  (Republica Africa de Sud)
- The South African Mint Company

### Argentina
- Casa de Moneda de la Republica Argentina

### Australia
- Melbourne Mint
- Perth Mint
- Sydney Mint
- Royal Australian Mint
- Note Printing Australia

### Austria
- Münze Österreich, Austrian Mint, Viena

## B

### Belgia
- fr  Monnaie Royale de Belgique / neerlandeză Koninklijke Munt van België

### Brazilia
- Casa da Moeda do Brasil

### Brunei
- Royal Bruneian Mint, Bandar Seri Begawan

### Bulgaria
- Bulgarian Mint

## C

### Canada
- en  Royal Canadian Mint / fr  Monnaie Royale Canadienne (în română: Monetăria Regală Canadiană), la Winnipeg
- Royal Canadian Mint / Monnaie Royale Canadienne, la Ottawa

### Cehia (Republica Cehă)
- Česká mincovna, monetăria cehă la Jablonec nad Nisou

### Chile
- Casa de Moneda de Chile Siteul web al Casa de Moneda de Chile Arhivat în 22 mai 2008, la Wayback Machine.. Fondată în 1743.

### China ( Republica Populară Chineză)
- China Banknote Printing and Minting

### China, Republica (Taiwan)
- Central Mint of China

### Columbia
- Casa de la Moneda (Colombian Currency House)

### Coreea de Sud (Republica Coreea)
- Korea Minting and Security Printing Corporation

### Costa Rica
- Banco Central de Costa Rica

### Croația
- Croatian Monetary Institute / Institutul Monetar Croat, (în croată (Hrvatski novčarski zavod d.o.o.), la Zagreb.

## D

### Danemarca
- Danmarks Nationalbank
- Royal Danish Mint, Copenhaga.

### Dubai
- World Islamic Mint, Dubai (private mint) - Has struck the 2010 Kelantanese dinar and the 2010 Dubaian dinar medal-coin issues.

## E

### Egipt
- Central Bank of Egypt -

### Elveția
- Swissmint
- Swiss National Bank

## F

### Filipine
- Security Plant Complex
- Manila Mint, Philippines

### Finlanda
- en  Mint of Finland Ltd Arhivat în 21 aprilie 2004, la Wayback Machine. (finlandeză Rahapaja Oy, suedeză Myntverket i Finland Ab)

### Franța
- Monnaie de Paris, fondată în 864; Website oficial, la Pessac
- Institut d'émission d'Outre-Mer

## G

### Germania
- Stuttgart mint (Baden-Wûrttemberg State Mint)
- Munich mint (Bavarian Central Mint)
- Staatliche Münze Berlin / Berlin mint (Staatliche Münze Berlin)
- Hamburg Mint
- Karlsruhe mint

### Grecia
- Bank of Greece (în greacă Καλώς ήλθατε)

## H

### Hong Kong
- Hong Kong Monetary Authority
- Hong Kong Mint

## I

### India
- India Government Mint

### Indonezia
- PERURI

### Irlanda
- Currency Centre, Dublin.

### Israel
- Israeli Coins & Medals Corporation

### Italia
- Istituto Poligrafico e Zecca dello Stato
- Mint of the Sovereign Military Order of Malta in Roma, Italia (private mint)

## J

### Japonia
- Monetăria Japoniei (造幣局), la Ōsaka (本局)
- Monetăria Japoniei (造幣局), la Tōkyō (東京支局)
- Monetăria Japoniei (造幣局), la Hiroshima (広島支局)

## K

### Kazahstan
- Banknote Factory of the National Bank of the Republic of Kazakhstan
- The Kazakhstan Mint of the National Bank of the Republic of Kazakhstan Arhivat în 6 decembrie 2018, la Wayback Machine.

## L

### Letonia
- Latvijas banka, în română: Banca Letonă, la Rīga

### Lituania
- Lithuanian Mint, în limba lituană: Lietuvos monetų kalykla, la Vilnius

### Luxemburg (Marele Ducat de Luxemburg)
- Banque centrale du Luxembourg (în română: Banca Centrală a Luxemburgului,  la Luxemburg

## M

### Malaysia
- Kilang Wang Bank Negara Malaysia (Central Bank of Malaysia Mint)
- Mariwasa Kraftangan Sdn. Bhd. in Kuala Kangsar, Perak (private mint) - Struck the AH1427 (2006) and 2007 Kelantanese dinar issues, Perak State Dinar and Dirham, and Bank Negara-issued 2000 Thomas-Uber Cup Finals commemorative.

### Malta
- Maltese Mint, Valletta.

### Maroc
- Dar Assikah, la Salé

### Mexic
- Casa de Moneda de México

## N

### Nigeria
- Nigerian Security Printing and Minting plc

### Norvegia
- Mint of Norway (norvegiană Norske Myntverket)

### Noua Zeelandă
- Reserve Bank of New Zealand
- The New Zealand Mint

## O

### Olanda
- Vd. Țările de Jos

## P

### Pakistan
- Pakistan Mint, Lahore - formerly the Lahore Mint under British India.

### Peru
- Lima mint (Casa de Moneda de Lima) . Fondat în 1565.

### Polonia
- Mennica Polska S.A.

### Portugalia
- Imprensa Nacional - Casa da Moeda SA

## R

### Regatul Unit
- Birmingham Mint
- Kings Norton Mint
- Mints of Scotland (until 1814)
- Pobjoy Mint
- Royal Mint - London (until 1975) and Llantrisant (since 1968)
- Soho Mint
- The Commonwealth Mint
- The Tower Mint

### România
- Monetăria din Alba Iulia
- Monetăria din Baia Mare, monument istoric
- Monetăria Statului, București; Legătură spre Site web oficial

### Rusia
- Moscow Mint
- Saint Petersburg Mint

## S

### Serbia
- sr  Zavod za izradu novčanica i kovanog novca - Topčider
- en  The Institute for Manufacturing Banknotes and Coins - Topchider

### Singapore
- Singapore Mint

### Slovacia (Republica Slovacă)
- Kremnica mint, la Kremnica

### Spania
- Fábrica Nacional de Moneda y Timbre (Monetăria Regală a Spaniei)
- Casa de Moneda de Jubia (1812–1868)

### Statele Unite ale Americii
- Carson City Mint
- Charlotte Mint
- Dahlonega Mint
- Denver Mint
- New Orleans Mint
- West Point Mint
- Philadelphia Mint
- San Francisco Mint
- United States Mint

### Suedia
- Myntverket

## T

### Thailanda
- Royal Thai Mint (Monetăria Regală Thailandeză) (în Limba thailandeză / Limba thai: สำนักกษาปณ์)

### Transnistria
- Trans-Dniester Republican Bank

### Turcia
- en  tr

Turkish State Mint

### Țările de Jos
- Royal Dutch Mint

## U

### Ucraina
- National Bank of Ukraine

### Ungaria
- Magyar Pénzverő (în română: Monetăria Maghiară)

## V

### Vatican
- Zecca

### Venezuela
- The Caracas Mint | 1886-1889 Only Arhivat în 7 februarie 2009, la Wayback Machine.

## Z

### Zimbabwe
- Zimbabwean Mint, Bulawayo.